# Engstligenfälle
Le Engstligenfälle (in italiano Cascate dell'Engstligen) sono le seconde più alte cascate della Svizzera. Si sviluppano sull'Engstligenalp, rilievo montuoso di circa 2.000 m s.l.m. situato nel comune di Adelboden, nell'Oberland Bernese.
Le cascate, fra le più rilevanti delle Alpi per volume d'acqua, sono presenti nella lista svizzera dei paesaggi d'interesse nazionale.
I numerosi ruscelli dell'Engstligen si uniscono vicino al limite nord delle cascate, che scendono in due riprese sulle rocce nella valle dell'Engstligen, precipitando per un dislivello di 600 m e dando inizio al fiume, che si snoda verso valle per numerosi chilometri.
La cascata superiore è parzialmente visibile dalla funivia dell'Engstligenalp ed è raggiungibile tramite lo scosceso sentiero montano che sale il rilievo. Quella inferiore è accessibile tramite un sentiero più agevole dalla stazione inferiore della funivia stessa.
Entrambe le cascate, con un colpo d'occhio che le fa sembrar come unite, sono visibili da tutta la valle.
Durante l'inverno le cascate sono una frequentata meta di arrampicata su ghiaccio.

## Galleria d'immagini
- Video delle Engstligenfälle in estate.

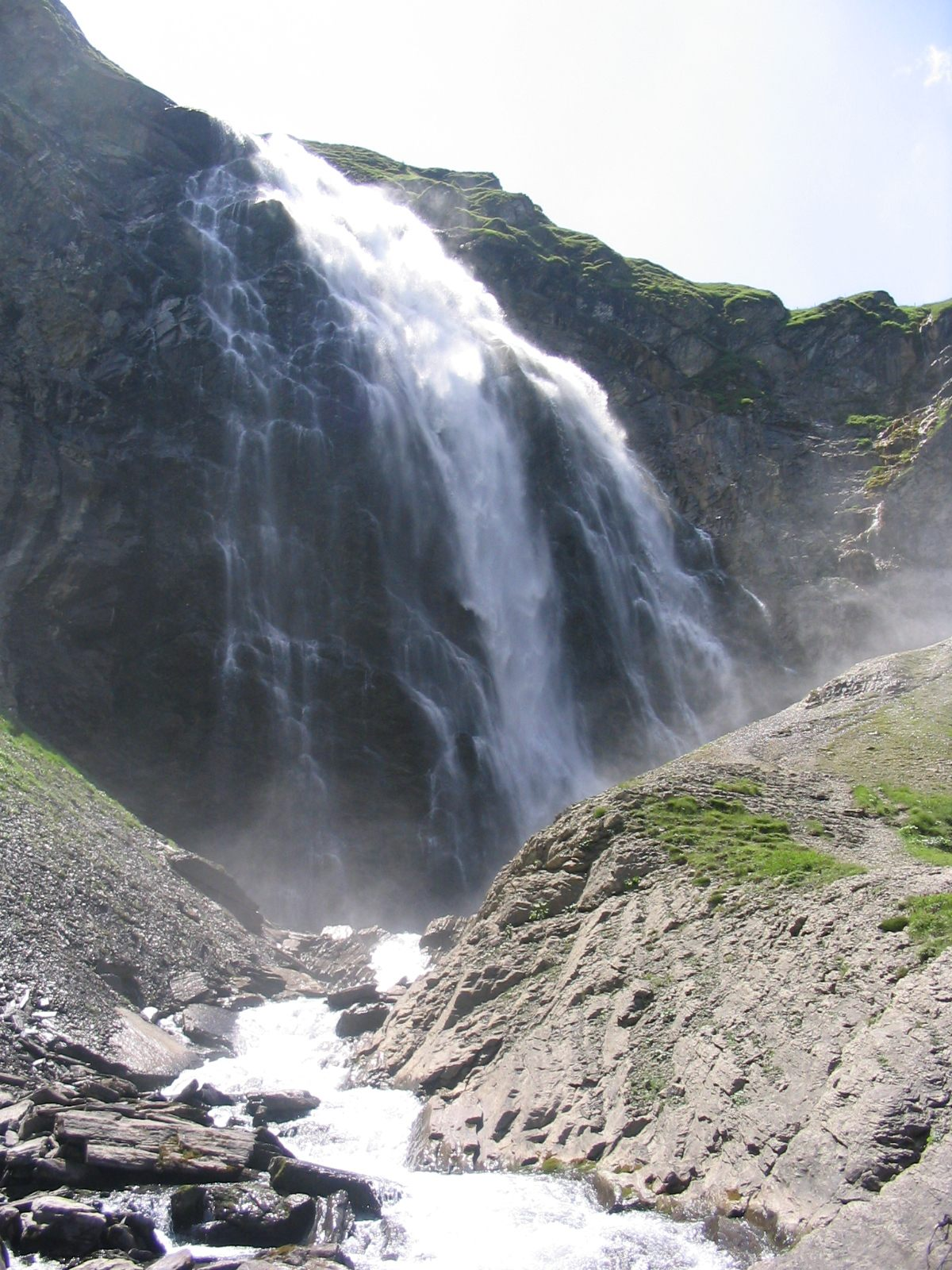
La maestosa cascata superiore. Un sentiero permette di passare a pochi metri dall'acqua.
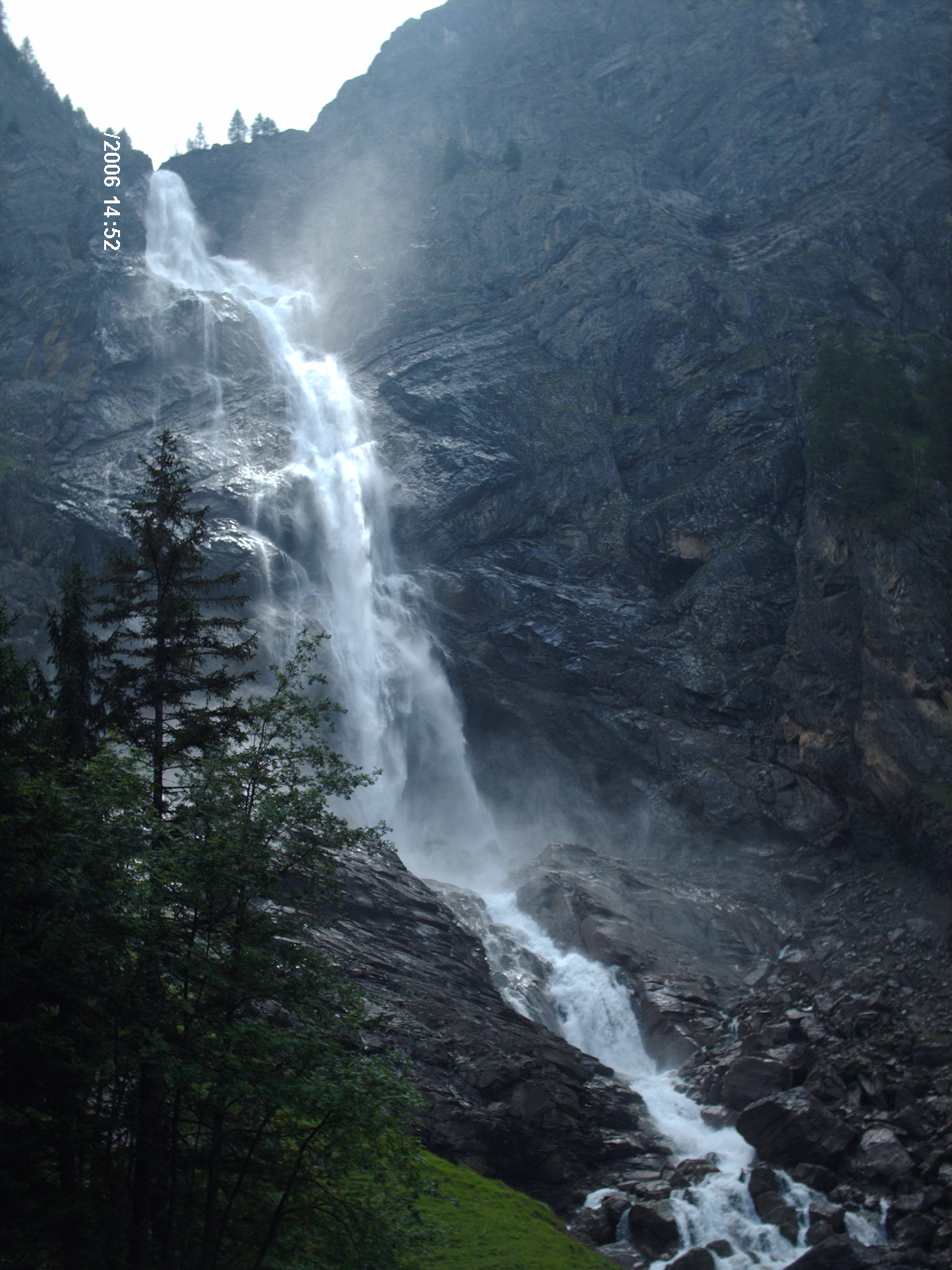
La cascata inferiore. Anch'essa raggiungibile tramite un sentiero.
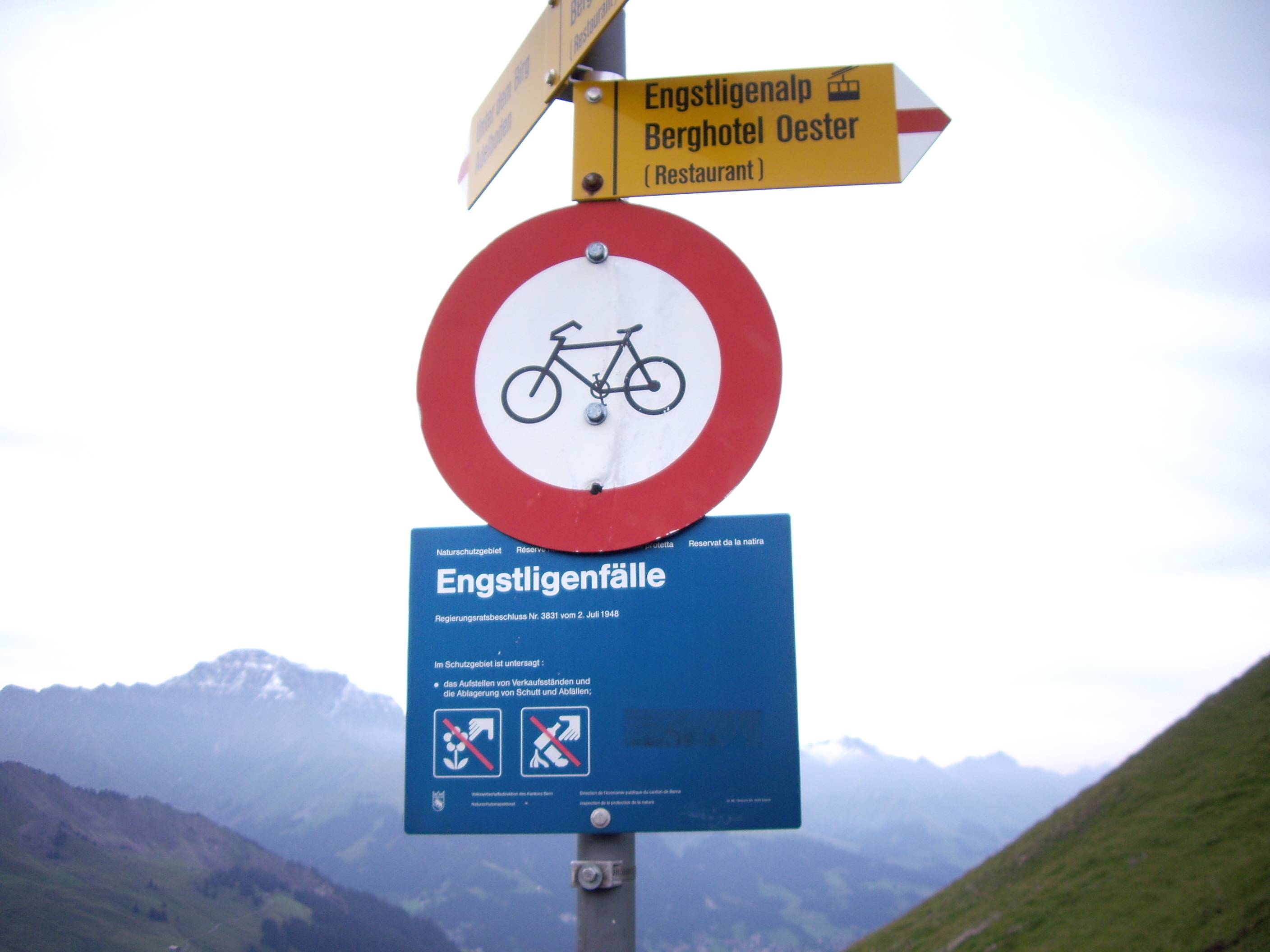
Il cartello di indicazione posto subito sopra la sommità delle cascate.